# Лііна Віктор Миколайович
Віктор Миколайович Ліїна (нар. 19 червня 1968, Печори, Псковська область) — російський воєначальник. Командувач Тихоокеанським флотом ВМФ Росії з 21 квітня 2023 року, адмірал (2022). Командувач Балтійським флотом ВМФ Росії (5 жовтня 2021 — 21 квітня 2023).

## Біографія
Народився 19 липня 1968 року в місті Печори Псковської області.
Із 1985 року по 1990 рік — курсант Вищого військово-морського училища підводного плавання ім. Ленінського Комсомолу.
Із 1990 року по 2004 рік — пройшов шлях від інженера електронавігаційної групи штурманської бойової частини крейсерського підводного човна до командира атомного підводного крейсера.
В період із 1999 року по 2004 рік — командир 74-го екіпажу АПРК «Сегежа» 11-ї дивізії підводних човнів Північного флоту ВМФ Російської Федерації.
Із 2004 року по 2006 рік — слухач командно-штабного факультету Військово-морської академії ім. Адмірала Флоту Радянського Союзу М. Г. Кузнецова.
У 2006—2010 роках — заступник командира дивізії, начальник штабу — заступник командира дивізії і командир дивізії підводних човнів на Північному флоті ВМФ РФ. Із липня 2010 року — заступник командувача підводними силами Північного флоту.
Із жовтня 2010 року по 2012 рік — командир Біломорської військово-морської бази Північного флоту ВМФ РФ.
Указом Президента Російської Федерації від 09.08.2012 року № 1141 Віктору Миколайовичу присвоєно військове звання «контрадмірал».
Із 14 жовтня 2012 року по 2014 рік — командувач Військами і силами на Північному Сході Росії Тихоокеанського флоту.
Із 2014 року по 2016 рік — слухач факультету Національної безпеки і оборони держави Військової академії Генерального штабу Збройних сил Російської Федерації.
Із 2016 року по 2019 рік — начальник штабу — перший заступник командувача Чорноморським флотом ВМФ Російської Федерації.
Указом Президента Російської Федерації Володимира Путіна № 709 від 12 грудня 2018 року Віктору Миколайовичу присвоєно військове звання «віцеадмірал».
Із 2019 року по 2021 рік заступник начальника Генерального штабу Збройних сил РФ. Керував групою контролю Генерального штабу ЗС РФ, яка здійснювала перевірку Чорноморського флоту ВМФ Російської Федерації перед майбутніми стратегічними командно-штабними навчаннями «Кавказ-2020». 18 травня 2020 року взяв участь в урочистій церемонії вручення дипломів випускникам Військової академії радіаційного, хімічного та біологічного захисту імені Маршала Радянського Союзу Семена Костянтиновича Тимошенко.
Із 5 жовтня 2021 року по 21 квітня 2023 року — командувач Балтійським флотом ВМФ Російської Федерації.
Указом Президента Російської Федерації Володимира Путіна № 890 від 07 грудня 2022 року присвоєно військове звання «адмірал».
21 квітня 2023 року призначений командувачем Тихоокеанським флотом ВМФ Росії.

## Інцидент
Є учасником інциденту в Керченській протоці. За твердженнями української сторони, після розслідування даного інциденту віцеадмірала звинувачували в дезорганізації взаємодії флоту з прикордонною службою, а також в недоліках управління силами і засобами. Також за цими даними Лііну звинувачували в провалах організації розвідувальних заходів.

## Санкції
19 жовтня 2022 року, на тлі вторгнення Росії в Україну, Віктор Лііна був доданий в санкційний список України як «відповідальний за дестабілізацію України і російську військову агресію, яка підриває суверенітет і територіальну цілісність України».
Фігурант центру бази «Миротворець».

## Сім'я
Дружина — Лііна Катерина Анатоліївна, 15.04.1967
Донька Лііна — Тетяна Вікторівна, 30.01.1989
Син — Лііна Дмитро Вікторович 08.09.1990. Також військовослужбовець – моряк.
Дружина Дмитра — Світлана Лііна 05.03.1992. Журналистка.

## Нагороди
- Орден Нахімова[17]
- Орден «За військові заслуги» (21.02.2003)[18]
- Орден «За Морські заслуги»[17]
- Медаль Жукова[17]
- Ювілейна медаль «50 років Перемоги у Великій Вітчизняній війні 1941—1945 рр.»[17]
- Ювілейна медаль «300 років Російському флоту»[17]
- Відомчі нагороди Міністерства оборони РФ.